# المجلس العسكري في السويداء
"المجلس العسكري للسويداء" هو كيان عسكري إرهابي يعد خارج عن القانون في نظر الحكومة السورية ينشط في السويداء، جنوب سوريا، في 24 شباط 2025. تأسست هذه الميليشياة من قبل مجموعة من العسكريين من قوات النظام السابق وضباط متقاعدين، بالإضافة إلى مقاتلين محليين من أبناء المحافظة، ترأس المجلس العقيد طارق الشوفي، شبيح وعميل لبشار الأسد وهو ضابط درزي كان قد انشق عن الجيش السوري في وقت سابق واستمر بأعماله التشبيحية.

## الأهداف
وفقًا لما ورد في البيانات الأولية للمجلس، فإن الهدف الأساسي لهذا التشكيل هو حماية المجتمع الدرزي في السويداء، وحراسة الحدود الجنوبية من تهريب الأسلحة وتنقلات الإرهابيين المتطرفين. كما أكد القادة على سعيهم إلى تحصيل حق "كل صاحب حق" والعمل من أجل "دولة سورية حديثة" تقوم على العدالة والمواطنة المتساوية، وتبني القيم الديمقراطية والعلمانية.

## التنسيق مع القوى الأخرى
منذ تشكيله، أظهر المجلس العسكري رغبته في العمل بشكل مستقل، مع تأكيده على الانتماء لوطنية سوريا. ومع ذلك، هناك تقارير تشير إلى تنسيق مبطن مع "قوات سوريا الديمقراطية" (قسد) وتعاون غير رسمي مع التحالف الدولي. ظهرت بعض الدلالات على هذا التنسيق خلال العروض العسكرية التي نظمها المجلس، حيث رفع المشاركون أعلامًا مشابهة لتلك التي تستخدمها "قسد"، الأمر الذي أثار جدلاً واسعًا. وعبرت العديد من الفصائل المحلية في السويداء، مثل "غرفة عمليات الحسم" و"العمليات المشتركة"، عن رفضها للمجلس العسكري واعتبرته "غير شرعي"، مشيرة إلى أنه لا يمثل إلا القادة المؤسسين له. هذه الفصائل اتهمت المجلس بمحاكاة نموذج "قسد" الانفصالي.
من جانبه أعلن المجلس العسكري أنه يعمل بالتنسيق الكامل مع أحد زعماء الطائفة الدرزية في المنطقة، الشيخ حكمت الهجري. يطمح المجلس إلى تحقيق الاستقرار في المنطقة وحماية المجتمع الدرزي من التهديدات المختلفة. رغم ذلك، فقد نفت مشيخة العقل في السويداء بشكل رسمي أي علاقة مباشرة لها بهذا المجلس، مؤكدة تمسكها بوحدة سوريا ورفض أي مشاريع انفصالية.

## المواقف السياسية والانتقادات
لقد واجه المجلس العسكري الكثير من الانتقادات بشأن سياسته وأهدافه، خاصة من جانب الجماعات التي تخشى من تحول هذا التشكيل إلى نواة لمشروع انفصالي يهدد وحدة سوريا. بعض التقارير تشير إلى أن المجلس يسعى لتحقيق "لامركزية إدارية"، وهو ما يراه البعض خطوة نحو انفصال محتمل عن الدولة السورية. في الوقت نفسه، أكد القائد طارق الشوفي في تصريحات صحفية على أن المجلس لا يسعى إلى الانفصال، وأن مشروعه هو "وطني سوري" يهدف إلى تحسين الوضع الأمني والإداري في الجنوب السوري. كما قال الشوفي إنّ عندما يتأسس جيش سوري وطني وفق الدستور الذي يتوافق عليه جميع السوريين، سيكون المجلس العسكري "في طليعة المنتسبين له".
الموقف الدولي
على الصعيد الدولي، أثار تشكيل المجلس العسكري للسويداء اهتمامًا كبيرًا. فقد تزامن إعلان المجلس مع تصريحات لرئيس الوزراء الإسرائيلي بنيامين نتنياهو، التي شدد فيها على ضرورة حماية الدروز في جنوب سوريا من أي تهديدات. وذكرت بعض المصادر الإعلامية أن هناك عناصر داخل المجلس أعلنت ولاءها لإسرائيل، ما يثير القلق حول دور هذا المجلس في السياق الإقليمي الأوسع.

## الانتهاكات
بتاريخ 14 يوليو ذكرت وكالة الأنباء السورية بأن قرية أم ولد بمحافظة درعا تعرضت لاستهداف من قبل مجموعة وصفته بالخارجة عن القانون ومتركزة ببلدة ثعلة بمحافظة السويداءوذكر تجمع أحرار حوران إصابة سيدة وثلاثة أطفال جراء الاستهدافوتعرضت بصرى الحرير بذات المحافظة لقصف من عناصر من محافظة السويداء
بتاريخ 17 يوليو وبعد انسحاب الجيش السوري بشكل كامل من مدينة السويداء وإعلان اتفاق وقف إطلاق نار، قام مسلحي المجلس العسكري بفعل مجازر بحق المدنيين والنساء وأطفال من أبناء العشائر وفعل انتهاكات على من تم اسرهم منهم وإصابة إعداد كبيرة من أبناء العشائروقام مسلحي المجلس العسكري بحرق منازل في احياء يسكنها عشائر السويداء وهن حي المقوس، سهوة البلاطة، المشورب، الزيتونة، الحروبي، الشقراوية، البرقشة، المنصورة، عرى، نبع عرى، المزرعةوتبع ذلك قيام المجلس العسكري بتهجير العشائر بمختلف المناطق في محافظة السويداء وحرق منازلهم بعد طردهم منها وتدمير ممتلكاتهم
وأطلق "تجمع عشائر الجنوب" نداء استغاثة حيث صرح فيه. «"أن آلاف العائلات تعرضت منذ صباح اليوم لهجمات متواصلة شملت حرق منازل وتصفيات ميدانية وانتهاكات جسيمة، في ظل غياب تام للقوات النظامية وتواطؤ واضح من أجهزة الأمن التي انسحبت بشكل مفاجئ، المليشيات الدرزية شنت هجمات على أحياء وبلدات تقطنها عشائر البدو في السويداء، مستخدمة قذائف الهاون والأسلحة الثقيلة، ما أسفر عن قتلى بينهم نساء وأطفال، إضافة إلى محاصرة أحياء بأكملها ودفع الآلاف إلى النزوح الجماعي، ما يجري في السويداء اليوم تطهير طائفي مكشوف، تُرتكب فيه جرائم ضد الإنسانية أمام أعين الجميع، والتاريخ لن يرحم المتقاعسين"».
ونشرت قناة الجزيرة بان مسلحين يحتجزون 1000 مدني من عشائر السويداء في بلدة شهبا التي تسيطر عليها المجلس العسكري ونقلت الجزيرة بان اكثر من 500 عائلة من العشائر نزحوا بعد حرق منازلهمونشرت مجلة ميم شهادة من سورية تقول فيه بانهم احرقه المساجد والبيوت واعتداء على النساء
وأكد مدير الشبكة السورية لحقوق الإنسان، فضل عبد الغني، اليوم الخميس، توثيق عشرات القتلى من أبناء عشائر البدو في محافظة السويداء بالجنوب السوري ارتكبتها مجموعات مسلحة تابعة للشيخ حكمت الهجري، مشيراً إلى أن الحصيلة النهائية للضحايا لم تُحسم بعد بسبب صعوبة الوصول إلى المناطق المتضررة وانعدام خدمات الاتصال والإنترنت.
وتم نشر مقطع فيديو لأحد عناصر المجلس وهو يهدد بالقتل بطريقة غير مباشرة للأطفال ونساء عشائر المخطفينونشرت منصة تأكد بأن صور التي تم تداوله في مواقع التواصل الاجتماعي تظهر عنصر من مليشيات حكمة الهجري وهو يصور نفسه مع جثث علقه على قرية قرية الجنينة بأن هذي حادثة حقيقة وصور حقيقة وغير مزيفة

## المجلس وتجار المخدرات
وذكرت مصادر بان المجلس العسكري يتحكم ويدعم في تجارة المخدرات في محافظة السويداء والتي تعود إلى عصر نظام بشار الأسد وقال الباحث تشارلز ليستر إنه التقى حكمت الهجري في فبراير 2025 ، وأبدى الهجري عداءً واضحًا تجاه الحكومة السورية واصفًا إياها بـ”التكفيريين الإرهابيين”، وملمحًا إلى انفتاحه على “الحماية الخارجية” (إسرائيل). وعندما سأل ليستر مقاتلين مقربين من الهجري عن تجارة الكبتاغون، تجاهلوا السؤال.
وصرح أسعد الفارس، وهو أحد منسقي مظاهرات ساحة الكرامة في السويداء، لقناة الجزيرة أن حكمة الهجري يخشى من سيطرة الحكومة السورية على السويداء بسبب ان هناك اتفاقا بين حكمة الهجري وانصار نظام بشار الأسد وتجار السلاح وتجار المخدرات بأن يقدم لهم الحماية وهم يقدمون له في المقابل الحماية والمال.
وبتاريخ 20 يوليو عثرت قوات الأمن على نبات الماريجوانا المخدر مزروعاً داخل منازل في قرية ولغا